# Dark Sky Island
Dark Sky Island es el octavo álbum de estudio de la reconocida cantante y compositora irlandesa Enya, el cual fue publicado el 20 de noviembre de 2015 en CD y Digital y el 18 de diciembre de 2015 en LP.

## Antecedentes
Fueron aproximadamente siete años de ausencia musical de Enya sin un nuevo trabajo de estudio desde And Winter Came (sin contar The Very Best of Enya de 2009) los cuales terminaron el 16 de septiembre de 2015 al anunciarse la llegada de un nuevo álbum. Aquel día la página web oficial de Enya cambió la eterna imagen de The Very Best of Enya por un curioso fondo azul con su logo original y una ficha de registro para recibir noticias sobre el nuevo lanzamiento, además se publica un extracto de un nuevo tema el cual dura solo 23 segundos. Aquel tema también fue publicado en SoundCloud.
Con ese inesperado cambio los amantes del sonido de Enya quedan encantados e internet se llena de noticias y rumores acerca de lo acontecido. Dos semanas más tarde, el 2 de octubre de 2015, se publica un corto video de 15 segundos que da a conocer el nuevo tema llamado Echoes In Rain. También se aprecia un fondo estrellado con nubes pasajeras mientras aparece difuminado el logo Enya. Ya conocido el título del álbum se entiende la imagen expuesta. El 6 de octubre se da a conocer que el primer single del disco llamado Echoes In Rain se transmitirá de manera oficial en la emisora BBC Radio 2 el 8 de octubre a las 11:30 A.M. (hora de Londres). Al día siguiente se anuncia, por medio de fuentes cercanas oficiales, el título del disco como Dark Sky Island  —Isla de Oscuro Cielo— y se da a conocer la lista de temas oficial del álbum. Llevada a cabo la transmisión de Echoes In Rain, el tema fue publicado como sencillo y en un nuevo videoclip el día 8.
El 9 de octubre la web oficial de Enya fue actualizada dando a conocer el nuevo trabajo, mostrando los anteriores, y una renovada galería de fotos.
22 días después se publicó su segundo sencillo So I Could Find My Way.

## Lista de temas

### Edición Estándar
| Dark Sky Island |                             |          |  |
| N.º             | Título                      | Duración |  |
| 1.              | «The Humming...»            | 3:42     |  |
| 2.              | «So I Could Find My Way»    | 4:25     |  |
| 3.              | «Even In The Shadows»       | 4:13     |  |
| 4.              | «The Forge Of The Angels»   | 5:12     |  |
| 5.              | «Echoes In Rain»            | 3:33     |  |
| 6.              | «I Could Never Say Goodbye» | 3:28     |  |
| 7.              | «Dark Sky Island»           | 4:56     |  |
| 8.              | «Sancta Maria»              | 3:50     |  |
| 9.              | «Astra Et Luna»             | 3:20     |  |
| 10.             | «The Loxian Gates»          | 3:33     |  |
| 11.             | «Diamonds In The Water»     | 3:33     |  |
| 43:45           |                             |          |  |

### Deluxe Edition
| Dark Sky Island (Deluxe Edition) |                       |          |  |
| N.º                              | Título                | Duración |  |
| 12.                              | «Solace»              | 3:56     |  |
| 13.                              | «Pale Grass Blue»     | 3:33     |  |
| 14.                              | «Remember Your Smile» | 2:57     |  |
| 54:11                            |                       |          |  |

### Vinilo
| Dark Sky Island (Lado A) |                           |          |  |
| N.º                      | Título                    | Duración |  |
| 1.                       | «The Humming...»          | 3:42     |  |
| 2.                       | «So I Could Find My Way»  | 4:25     |  |
| 3.                       | «Even In The Shadows»     | 4:13     |  |
| 4.                       | «The Forge Of The Angels» | 5:12     |  |
| 5.                       | «Echoes In Rain»          | 3:33     |  |
| 21:05                    |                           |          |  |

| Dark Sky Island (Lado B) |                             |          |  |
| N.º                      | Título                      | Duración |  |
| 6.                       | «I Could Never Say Goodbye» | 3:28     |  |
| 7.                       | «Dark Sky Island»           | 4:56     |  |
| 8.                       | «Sancta Maria»              | 3:50     |  |
| 9.                       | «Astra Et Luna»             | 3:20     |  |
| 10.                      | «The Loxian Gates»          | 3:33     |  |
| 11.                      | «Diamonds In The Water»     | 3:33     |  |
| 22:40                    |                             |          |  |

## Lanzamiento
Al igual que la mayoría de sus trabajos previos, se ha confirmado que la publicación de la edición de lujo del disco será lanzada el 20 de noviembre de 2015, mientras tanto la edición en vinilo será publicada el 18 de diciembre el mismo año.

## Curiosidades
- La edición en vinilo es la primera en ser comercializada desde la publicación de The Celts en 1992.

- El tema Dark Sky Island fue el primer tema en ser escrito para el álbum.

- Dark Sky Island es el primer trabajo de Enya que posee temas extras en una edición delujo, mientras que este tipo de formato poseedor de bonus tracks solo se utiliza en los álbumes recopilatorios de Enya.

## Premios
Al igual que los álbumes predecesores de Enya, Dark Sky Island fue nominado a los Premios Grammy, en la categoría de Mejor Álbum de New Age, compitiendo con el griego Vangelis, en la 59° entrega de este galardón celebrada el 12 de febrero de 2017.

## Traducción y Significado de los Títulos
1. «The Humming» — «El Murmullo»; el título se relaciona con el sonido producido al “tararear” una música manteniendo la boca cerrada y obligando a que el sonido salga y reverbere por la nariz. Esta técnica es ampliamente usada en esta canción, por ello es el título de la misma.
2. «So I Could Find My Way» — «Entonces Podría Encontrar Mi Camino»; está inspirada y dedicada a Mona, la madre de su productor Nicky Ryan, con quien Enya tuvo una relación muy cercana.
3. «Even In the Shadows» — «Incluso en las Sombras».
4. «The Forge of the Angels» — «La Formación de los Ángeles»; este título tan particular puede estar relacionado con la existencia y origen de los ángeles. La traducción directa al español del término forge da como resultado “fraguar”[2] o “forjar” un material, es decir desarrollarlo hasta ser útil para un fin en específico. La definición en inglés de este término sugiere el proceso en que se crea algo o se desarrolla hasta ser algo nuevo,[3] por ello, en este contexto, el título más adecuado es “La Formación de los Ángeles” ya que da a entender el proceso para convertirse en tales entes.
5. «Echoes In Rain» — «Ecos en Lluvia».
6. «I Could Never Say Goodbye» — «No Podría Decir Adiós».
7. «Dark Sky Island» — «Isla de Oscuro Cielo»; este título es referente a la Isla de Sark, cuyo cielo totalmente libre de contaminación lumínica artificial la destaca como una isla de oscuro cielo y lleno de estrellas por la noche.
8. «Sancta Maria» — «Santa María».
9. «Astra et Luna»' (inglés «Stars and Moon») — «Estrellas y Luna».
10. «The Loxian Gates» — «Las Puertas Loxian»; título referente al Loxian, lenguaje ficticio creado por Roma Ryan, poetisa y letrista de Enya.
11. «Diamonds on the Water» — «Diamantes Sobre el Agua»; este título podría referirse al reflejo del sol sobre el agua, efecto visual similar al brillo de estas gemas a la luz.
12. «Solace» — «Consuelo».
13. «Pale Grass Blue» — «Hierba Azul Pálido»; título en referencia a la especie de mariposas Pseudozizeeria maha, también conocidas como Pale grass blue.
14. «Remember Your Smile» — «Recuerdo tu Sonrisa».